# Новоднепровка (Каменско-Днепровский район)
Новоднепро́вка (укр. Новодніпровка) — село,
Новоднепровский сельский совет,
Каменско-Днепровский район,
Запорожская область,
Украина.
Код КОАТУУ — 2322486801. Население по переписи 2001 года составляло 1644 человека.
Является административным центром Новоднепровского сельского совета, в который, кроме того, входят сёла
Гуртовое,
Подовое и
Цветковое.

## Географическое положение
Село Новоднепровка находится на расстоянии в 1 км от села Подовое и в 7-и км от села Благовещенка.
Вокруг села много ирригационных каналов.
Рядом проходят автомобильная дорога Р-37 и
железная дорога, станция Платформа 20 км в 7-и км.

## История
- 1920 год — дата основания.

## Экономика
- «Новоднепровское», ОАО.

## Объекты социальной сферы
- Школа [2].
- Детский сад.
- Клуб.
- Амбулатория.
- Стадион.

## Достопримечательности
- Братская могила советских воинов.